# Казе Монте Чеко (Римини)
Казе Монте Чеко је насеље у Италији у округу Римини, региону Емилија-Ромања.
Према процени из 2011. у насељу је живело 41 становника. Насеље се налази на надморској висини од 136 м.